# Gounellea bruchi
Gounellea bruchi är en skalbaggsart som först beskrevs av Pierre Émile Gounelle 1906.  Gounellea bruchi ingår i släktet Gounellea och familjen långhorningar. Inga underarter finns listade i Catalogue of Life.